# French Open 1981
Wielkoszlemowy turniej tenisowy French Open w 1981 rozegrano w dniach 25 maja - 7 czerwca, na kortach im. Rolanda Garrosa w Paryżu.

## Zwycięzcy

### Gra pojedyncza mężczyzn
Björn Borg -  Ivan Lendl 6–1, 4–6, 6–2, 3–6, 6–1

### Gra pojedyncza kobiet
Hana Mandlíková -  Sylvia Hanika 6–2, 6–4

### Gra podwójna mężczyzn
Heinz Günthardt /  Balázs Taróczy -  Terry Moor /  Eliot Teltscher 6–2, 7–6, 6–3

### Gra podwójna kobiet
Rosalyn Fairbank /  Tayna Harford -  Candy Reynolds /  Paula Smith 6–1, 6–3

### Gra mieszana
Andrea Jaeger /  James Arias -  Betty Stöve /  Frederick McNair 7–6, 6–4